# 아그레다

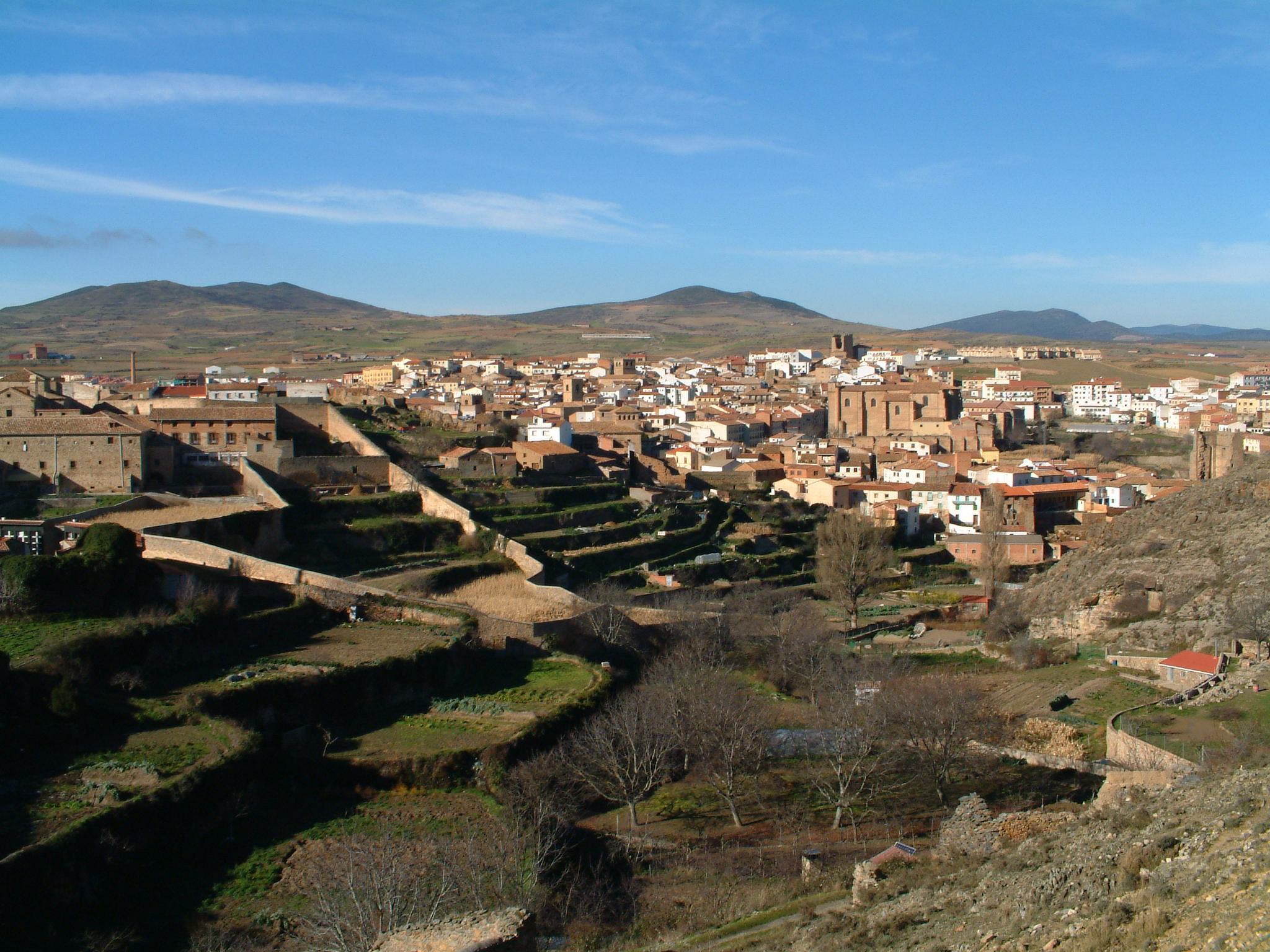

아그레다(Ágreda)는 스페인 카스티야이레온 지방의 주인 소리아주의 도시로, 인구는 3,215명(2004년 기준), 면적은 165km2이다.